# Jondalstunnel
De Jondalstunnel is een wegtunnel in de provincie Vestland, Noorwegen. De tunnel verbindt de gemeente Ullensvang met Mauranger in de gemeente Kvinnherad. De 10,4 kilometer lange tunnel is aangebracht onder het Nationaal park Folgefonna. In combinatie met de Folgefonntunnel is de reistijd tussen Jondal en Odda gereduceerd van 2 uur tot 40 minuten.
De bouw van de tunnel begon in 2009 en werd, na drie jaar, op 7 september 2012 geopend. Het project kostte 807 miljoen Noorse noorse kronen